# Тібор Фабіан
Тібор Фабіан (угор. Fábián Tibor, нар. 26 липня 1946, Будапешт — пом. 6 червня 2006, Будапешт) — угорський футболіст, що грав на позиції захисника.
Виступав, зокрема, за клуби «Ференцварош» та «Вашаш», а також національну збірну Угорщини.

## Клубна кар'єра
У дорослому футболі дебютував 1965 року виступами за команду клубу «Ференцварош» в першому дивізіоні. У 1967 і 1968 роках у складі цього клубу став переможцем чемпіонату Угорщини. У 1968 році в складі «Ференцварош» став фіналістом Кубку ярмарків, однак, зрештою поступився «Лідс Юнайтед» (0:1, 0:0).
Протягом 1968—1970 років захищав кольори команди клубу «Спартакус Будапешт».
1970 року перейшов до клубу «Вашаш», за який відіграв 7 сезонів.  Більшість часу, проведеного у складі «Вашаша», був основним гравцем захисту команди. У складі «Вашашу» став переможцем чемпіонату в сезоні 1972/73 років та Кубку Мітропи 1970 року. Завершив професійну кар'єру футболіста виступами за команду «Вашаш» у 1977 році.
Помер 6 червня 2006 року на 60-му році життя у місті Будапешт.

## Виступи за збірну
Дебютував за національну збірну Угорщини 19 травня 1971 проти Болгарії, а останній матч провів 29 травня 1974 проти Югославії. Протягом кар'єри у національній команді, яка тривала 4 роки, провів у формі головної команди країни 16 матчів.
У складі збірної був учасником чемпіонату Європи 1972 року у Бельгії.

## Досягнення
- Чемпіонат Угорщини
  -  Чемпіон (1): 1967, 1977

- Кубок Угорщини
  -  Володар (1): 1973

## Статистика виступів
| Матчі та голи в футболці збірної | Матчі та голи в футболці збірної | Матчі та голи в футболці збірної | Матчі та голи в футболці збірної | Матчі та голи в футболці збірної | Матчі та голи в футболці збірної | Матчі та голи в футболці збірної |
| #                                | Дата                             | Стадіон                          | Країна                           | Рахунок                          | Голів                            | Турнір                           |
| 1971                             | 1971                             | 1971                             | 1971                             | 1971                             | 1971                             | 1971                             |
| -------------------------------- | -------------------------------- | -------------------------------- | -------------------------------- | -------------------------------- | -------------------------------- | -------------------------------- |
| 1.                               | 19.05.1971                       | Софія, Болгарія                  | Болгарія                         | 0:3                              | 0                                | Євро 1972                        |
| 2.                               | 21.07.1971                       | Ріо-де-Жанейро, Бразилія         | Бразилія                         | 0:0                              | 0                                | товариський                      |
| 3.                               | 01.09.1971                       | Будапешт, Угорщина               | Югославія                        | 2:1                              | 0                                | товариський                      |
| 4.                               | 25.09.1971                       | Будапешт, Угорщина               | Болгарія                         | 2:0                              | 0                                | Євро 1972                        |
| 1972                             |                                  |                                  |                                  |                                  |                                  |                                  |
| 5.                               | 12.01.1972                       | Мадрид, Іспанія                  | Іспанія                          | 0:1                              | 0                                | товариський                      |
| 6.                               | 29.04.1972                       | Будапешт, Угорщина               | Румунія                          | 1:1                              | 0                                | Євро 1972                        |
| 7.                               | 14.05.1972                       | Бухарест, Румунія                | Румунія                          | 2:2                              | 0                                | Євро 1972                        |
| 8.                               | 17.05.1972                       | Белград, Югославія               | Румунія                          | 2:1                              | 0                                | Євро 1972                        |
| 9.                               | 25.05.1972                       | Стокгольм, Швеція                | Швеція                           | 0:0                              | 0                                | кв. ЧС 1974                      |
| 10.                              | 14.06.1972                       | Брюссель, Бельгія                | СРСР                             | 0:1                              | 0                                | Євро 1972                        |
| 11.                              | 17.06.1972                       | Льєж, Бельгія                    | Бельгія                          | 1:2                              | 0                                | Євро 1972                        |
| 1973                             |                                  |                                  |                                  |                                  |                                  |                                  |
| 12.                              | 29.04.1973                       | Будапешт, Угорщина               | Австрія                          | 2:2                              | 0                                | кв. ЧС 1974                      |
| 13.                              | 16.05.1973                       | Карл Маркс Штадіон, НДР          | НДР                              | 1:2                              | 0                                | товариський                      |
| 14.                              | 26.09.1973                       | Белград, Югославія               | Югославія                        | 1:1                              | 0                                | товариський                      |
| 1974                             |                                  |                                  |                                  |                                  |                                  |                                  |
| 15.                              | 17.04.1974                       | Дортмунд, ФРН                    | Німеччина                        | 0:5                              | 0                                | товариський                      |
| 16.                              | 29.05.1974                       | Секешфегервар, Угорщина          | Югославія                        | 3:2                              | 0                                | товариський                      |